# N19 (Togo)
Die N19 ist eine Fernstraße in Togo, die in Kara an der Ausfahrt der N1 beginnt und in Natchamba, an der Grenze nach Ghana endet. Sie ist 82 Kilometer lang.